# Den antikke jødedom
Den antikke jødedom er den jødedom, der herskede i de sidste århundreder før Kristi fødsel og i de første århundreder efter Kristi fødsel. Undertiden afgrænses den til to århundreder på begge sider af Kristi fødsel. Den antikke jødedom var altså den form for jødedom, der fandtes, da kristendommen opstod. Tidligere kaldte man den for senjødedommen. Denne betegnelse er i dag forladt, da den antyder, at jødedommen på det tidspunkt var tæt på sin afslutning. Jødedommen eksisterer stadig i dag 2000 år senere.

## Eskatologiske forestillinger
Den antikke jødedom var blandt andet kendetegnet ved udbredte eskatologiske forestillinger. Disse forestillinger gik ud på, at man levede i de sidste tider, der var fyldt af lidelser. Men på et tidspunkt ville Messias komme og nedkæmpe Israels fjender. Derefter ville han herske som en idealkonge i det nye Gudsrige. Undertiden havde de eskatologiske spekulationer en mere åndelig karakter: Den jordiske verden ville gå under, alle de døde ville opstå til et nyt liv (de dødes opstandelse), og der ville komme en dommedag, hvor Gud ville gøre en ende på de onde magter i en omfattende dom, samtidig med at han ville frelse de retfærdige mennesker. Derefter ville der komme et herlighedsrige for de retfærdige. Gudsriget var altså ifølge denne forståelse et åndeligt Gudsrige. Der skelnes mellem "denne verden" og "den kommende verden", hvor Gudsriget bryder igennem.

## Eskatologiske profeter
På Jesus´ tid var der mange eskatologiske profeter, der prædikede om de sidste tider. En af disse var Johannes Døberen:
”I de dage træder Johannes Døber frem og prædiker i Judæas ørken: ’Omvend jer, for himmeriget er kommet nær.’ … Men da han så, at mange af farisæerne og saddukæerne kom for at blive døbt af ham, sagde han til dem: ’Øgleyngel, hvem har bildt jer ind, at I kan flygte fra den kommende vrede? Så bær da den frugt, som omvendelsen kræver … Øksen ligger allerede ved træernes rod, og hvert træ, som ikke bærer god frugt, hugges om og kastes i ilden.’ ” (Matthæusevangeliet, kap. 3,1-10)
 Ifølge de fleste nytestamentlige forskere var også Jesus en eskatologisk profet. Jesus lærte om de sidste tider, verdens undergang, dommedag og fremkomsten af en ny verden, og han lærte, at disse begivenheder var nært forestående. Han forventede, at verdenshistorien, som han kendte den, ville ophøre, at Gud ville blande sig i denne verdens anliggender og gøre en ende på de onde magter i en omfattende dom, hvor de eksisterende politiske og religiøse institutioner blive afskaffet. Alt dette ville være optakten til en ny verdensorden: Gudsriget. Jesus forventede, at denne dramatiske afslutning på historien ville ske i hans disciples levetid. Han sagde ligeud, at nogle af dem, der lyttede til ham, ville være i live, når det skete: 
”For den, der skammer sig ved mig og mine ord i denne utro og syndige slægt, skal menneskesønnen skamme sig ved, når han kommer i sin faders herlighed sammen med de hellige engle … Sandelig siger jeg jer: Nogle af dem, der står her, skal ikke smage døden, før de ser, at Guds rige er kommet med kraft.” (Markusevangeliet, 8,38 - 9,1.)
Også den antikke jødedoms forestillinger om den nye tids fødselsveer i form af trængsler findes hos Jesus:
”Men i de dage efter denne trængsel skal solen formørkes og månen ikke skinne og stjernerne falde ned fra himlen og kræfterne i himlen rystes. Og da skal de se Menneskesønnen komme i skyerne med megen magt og herlighed. Og da skal han sende englene ud, og han skal samle sine udvalgte fra de fire verdenshjørner, fra jordens yderste grænse til himlens yderste grænse. Lær denne lignelse af figentræet: Når dets grene bliver bløde og får blade, ved I, at sommeren er nær. Sådan skal I også vide, når I ser dette ske, at han står lige for døren. Sandelig siger jeg jer: Denne slægt skal ikke forgå, før alt dette sker.” (Markusevangeliet, kap. 13, 24-30.)
”Når I ser Jerusalem omringet af hære, da skal I vide, at dens ødelæggelse er nær.  Da skal de, der er i Judæa, flygte ud i bjergene; de, der er inde i byen, skal forlade den, og de, der er ude på landet, skal ikke gå ind i byen.  For det er straffens dage, da alt det, som står skrevet, skal gå i opfyldelse." (Lukasevangeliet, kap. 21, 20-22.)

## De dødes opstandelse
I den tidlige jødedom var der ingen udfoldet lære om menneskets tilstand efter døden. De døde var i "sheol", et mørkt og stille sted, som alle de døde rejser til. Men i den antikke jødedom dukkede der nye tanker op. Der udviklede sig en individualisme, som lagde større vægt på individet end på kollektivet (Israel). Det gav sig blandt andet udslag i en øget interesse for spørgsmålet om en individuel straf og belønning i det hinsidige. Den enkelte måtte på en eller anden måde stå til regnskab for sine gerninger, mente man. Denne opfattelse skinner igennem i Daniels Bog, kap. 12,2: "Mange af dem, der sover i jorden, skal vågne, nogle til evigt liv, andre til forhånelse, til evig afsky."